# Ermesinda Garcés
Ermesinda Garcés (fallecida después del 1 de julio de 1110), fue una infanta de Navarra que vivió entre los siglos xi y xii.

## Biografía
Era hija del rey de Pamplona García Sánchez III y de Estefanía.
En 1076 fue cómplice del asesinato de su hermano mayor, Sancho Garcés IV de Pamplona, que sucedió a su padre García III en 1054. El 4 de junio, en Peñalén, durante una partida de caza, el rey fue empujado por su hermano Ramón cayendo por un precipicio. Tras el asesinato, Ermesinda escapó y encontró protección bajo la corte del rey Alfonso VI de León que aprovechó la muerte de Sancho para invadir el reino de Pamplona. Casó con Fortún Sánchez, señor de Yárnoz y de Yéqueda.
Se sabe que falleció con posterioridad a 1110, ya que el 1 de junio de ese año, ella y su marido, Fortún Sánchez de Yárnoz, dieron al monasterio de Leire la villa de Yéqueda.